# Мария Шестич
Мария Шестич (Marija Šestić, Марија Шестић) е босненска певица и музикантка. Известна е най-вече с това, че представя Босна и Херцеговина на песенния конкурс Евровизия 2007 в Хелзинки, Финландия. На финала с изпълнението си "Rijeka bez imena" („Безименна река“), Шестич събира общо 106 точки, което я класира на 11-о от общо 24 места. Според мнозина обаче песента реално е сред най-добрите, и то не само в това издание на Евровизия.
Родена е на 5 май 1987 в Баня Лука. Шестич постига най-добри резултати на национални фестивали и има шанса да е един от първите музизанти от бивша Югославия, появил се по телевизия MTV Europe. Мария прави опит и през 2005 година да достигне до Евровизия и с песента си "In This World" („На този свят“) тя достига до почетното четвърто място в националния етап на конкурса.
Мария Шестич е дъщеря на Душан Шестич, който е автор на музиката на националния химн на Босна и Херцеговина, „Интермецо“.
|  | Тази страница частично или изцяло представлява превод на страницата Marija Šestić в Уикипедия на английски. Оригиналният текст, както и този превод, са защитени от Лиценза „Криейтив Комънс – Признание – Споделяне на споделеното“, а за съдържание, създадено преди юни 2009 година – от Лиценза за свободна документация на ГНУ. Прегледайте историята на редакциите на оригиналната страница, както и на преводната страница, за да видите списъка на съавторите. ВАЖНО: Този шаблон се отнася единствено до авторските права върху съдържанието на статията. Добавянето му не отменя изискването да се посочват конкретни източници на твърденията, които да бъдат благонадеждни. |